# Hyperion (revista)
Hyperion fue una revista literaria bimensual publicada en Múnich por Franz Blei y Carl Sternheim. Doce números en diez ediciones aparecieron entre 1908 y 1910.
En ella aparecieron los siguientes escritores: Franz Blei, Rudolf Borchardt, Max Brod, Hans Carossa, Carl Einstein, André Gide, Hugo von Hofmannsthal, Franz Kafka, Heinrich Mann, George Meredith, Robert Musil, Rainer Maria Rilke, René Schickele, Carl Sternheim; y los artistas Aubrey Beardsley, Erich Heckel, Aristide Maillol, Auguste Rodin, Paul Signac.
- Datos: Q882626